# B (Notenschrift)

Ein erniedrigt ein A zu einem As

Das b oder Be (♭) bezeichnet in der Notenschrift der Musik die Erniedrigung eines Stammtons um einen Halbton. Das Zeichen hat in etwa die Form eines stilisierten Kleinbuchstabens b. Das Zeichen wird entweder auf eine Zeile oder einen Zwischenraum des Notensystems geschrieben und alteriert den auf dieser Tonhöhe stehenden Ton. Steht der zu erniedrigende Ton auf einer Hilfslinie, so wird das Be vor die Hilfslinie gesetzt.
An den Tonnamen des alterierten Tons wird die Endung -es angehängt. Ausnahmen: H wird zu B, E wird zu Es, A wird zu As.
Das Symbol wird in zweierlei Weise verwendet:
- als Versetzungszeichen steht es direkt vor einer bestimmten Note; es gilt nur in demjenigen Takt, in dem es notiert ist, und nur für den bezeichneten Oktavbereich
- als Vorzeichen steht es unmittelbar nach dem Notenschlüssel und gilt entweder bis zum Ende des Stücks, oder bis es durch andere Vorzeichen aufgelöst wird; es gilt ferner für alle Oktavbereiche

## Geschichte
In der älteren Choralnotation bildeten sich ab dem 10. Jahrhundert zunächst nur zwei Versetzungszeichen heraus, die sich immer auf den Stammton B beziehen: das b rotundum oder auch b molle („rundes B“) bezeichnet die niedrigere Tonvariante, das  b quadratum beziehungsweise b durum („quadratisches B“) die höhere. Aus der Bezeichnung b molle leiten sich die fremdsprachigen Bezeichnungen bemolle (italienisch) beziehungsweise bémol (französisch) sowie der Name des Tongeschlechts Moll ab.

## Darstellung in Computersystemen
Im internationalen Zeichenkodierungssystem Unicode liegt das ♭ auf Position U+266D („Musical Flat Sign“).
In LaTeX wird das Be durch die Syntax \flat erzeugt, die folgendes Resultat erzielt: {\displaystyle \flat }.